# St. Marien (Treuenbrietzen)

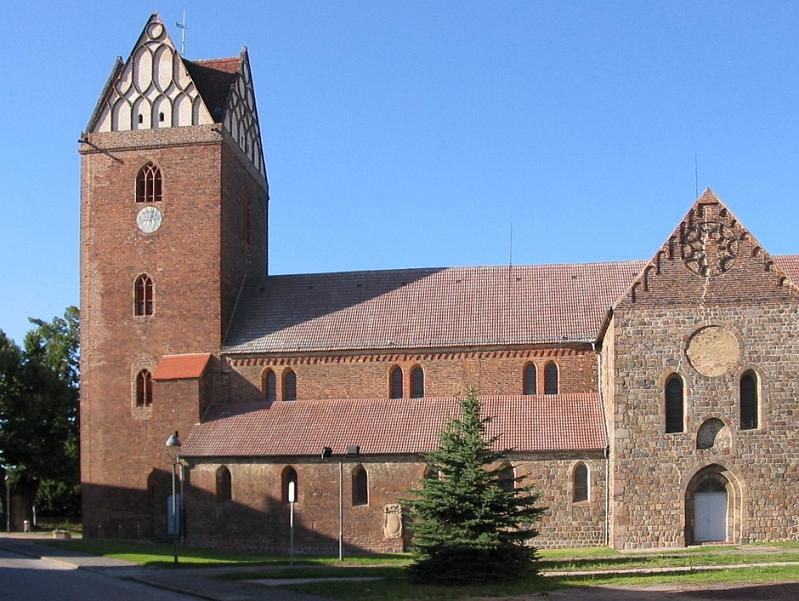
St. Marien (Treuenbrietzen)

Die evangelische Stadtkirche St. Marien ist ein Kirchengebäude aus Feldstein- und Backsteinmauerwerk im Übergangsstil zwischen Spätromanik und Frühgotik in Treuenbrietzen im Landkreis Potsdam-Mittelmark in Brandenburg. Sie ist die ältere der beiden mittelalterlichen Stadtkirchen und gehört heute zur Kirchengemeinde Treuenbrietzen im Pfarrbereich Treuenbrietzen im Kirchenkreis Mittelmark-Brandenburg der Evangelischen Kirche Berlin-Brandenburg-schlesische Oberlausitz und ist eine offene Kirche.

## Geschichte

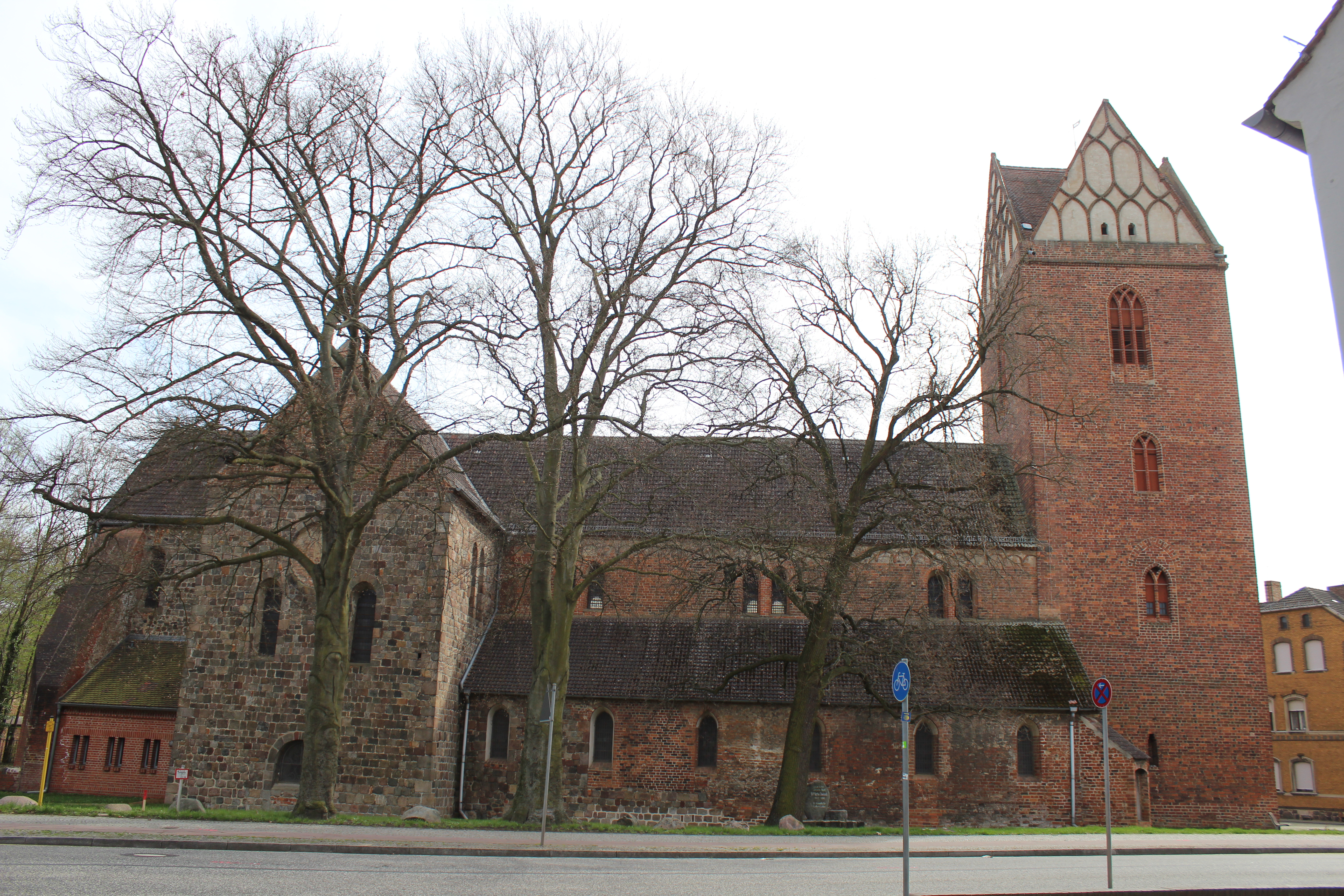
Nordansicht (2018)

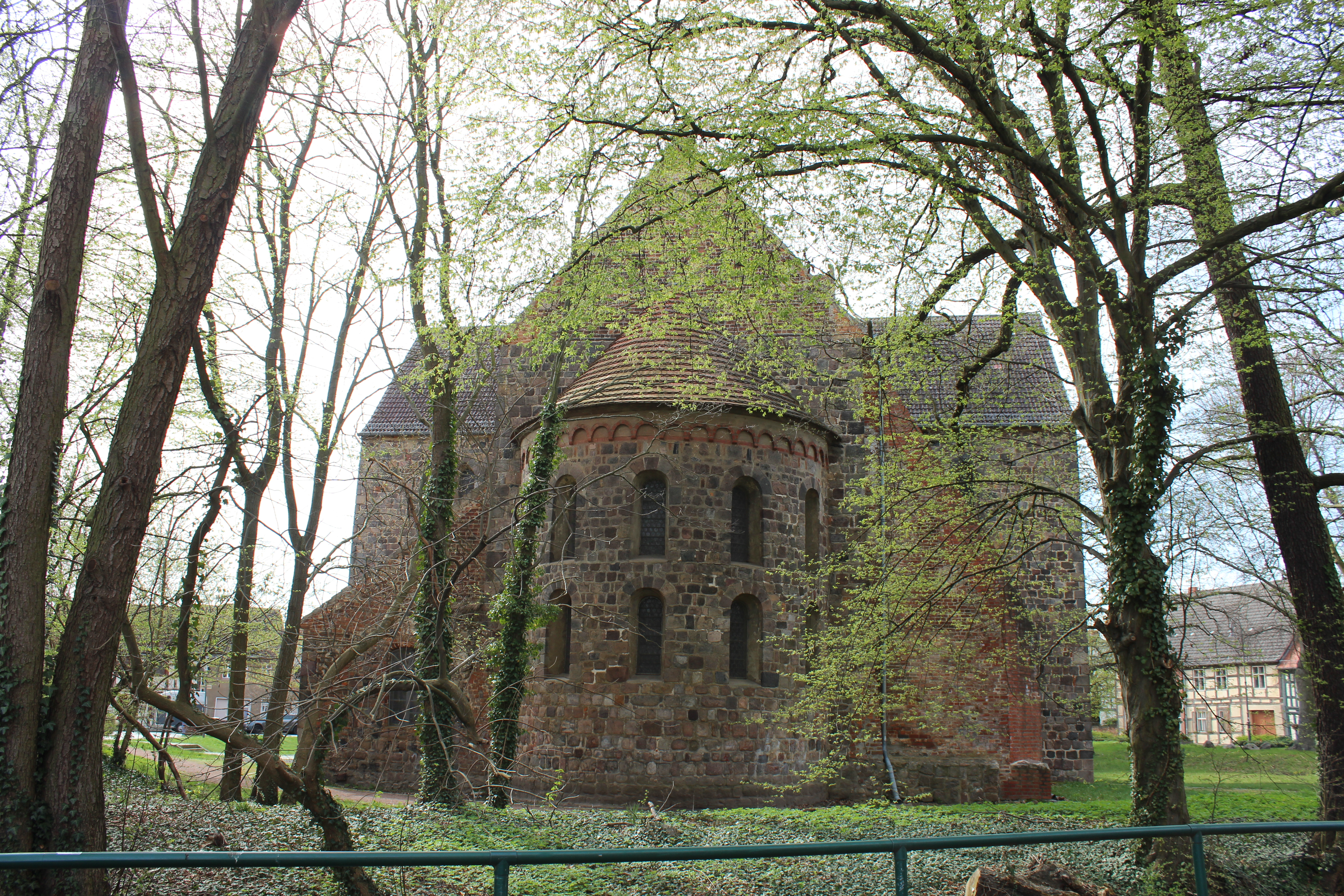
Ostansicht (2018)

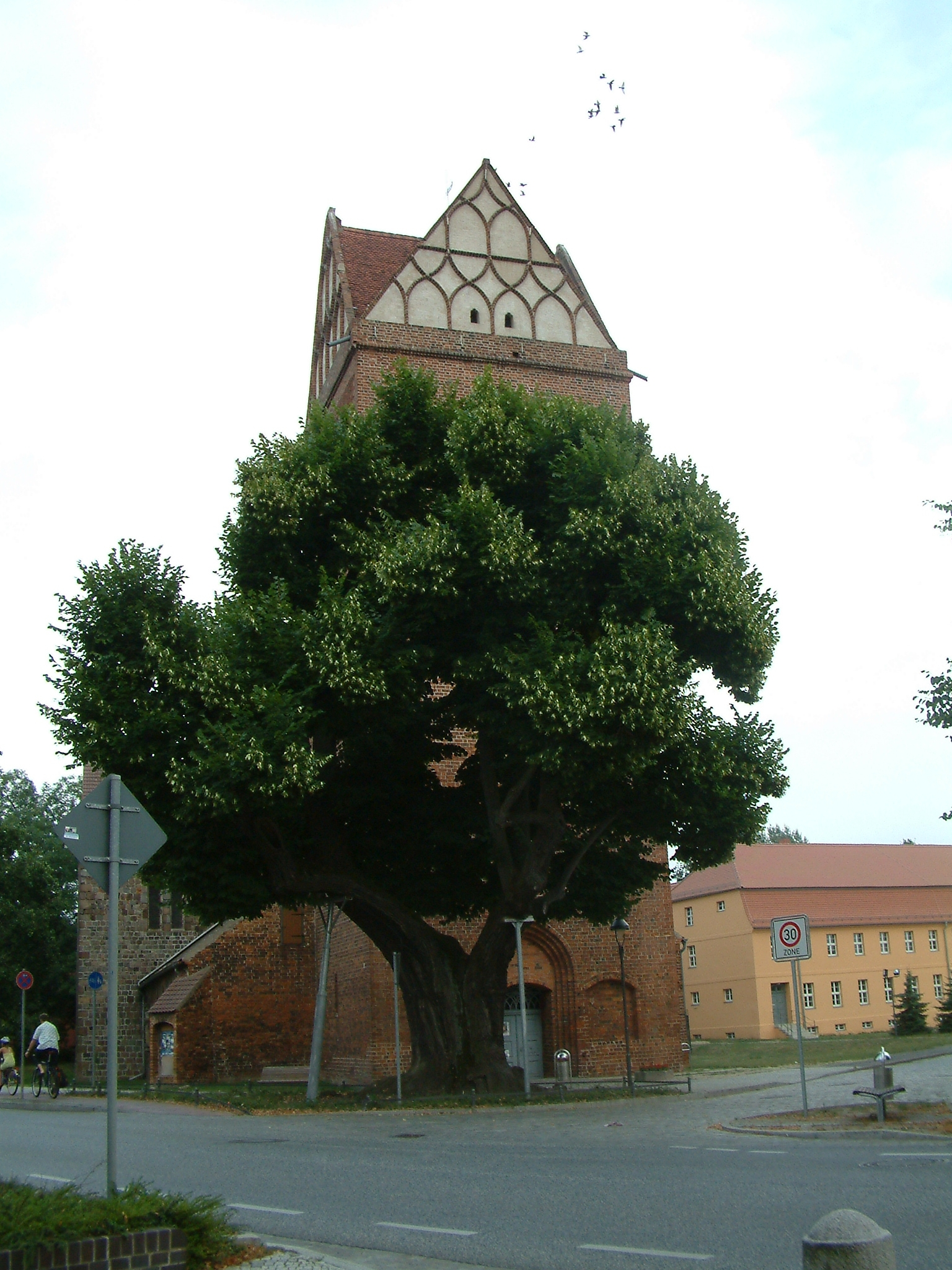
Ansicht von Westen mit sogenannter Luther-Linde

Brietzen, wie die Stadt bis in das 15. Jahrhundert hieß, ist aus zwei Siedlungskernen hervorgegangen, einer Burgsiedlung um eine Grenzfestung der askanischen Mark Brandenburg, mit der Marienkirche als Pfarrkirche, und einer Kaufmannssiedlung mit der Nikolaikirche als Pfarrkirche. Stadtgründungen in Form mehrerer benachbarter Siedlungen mit separaten Pfarrkirchen waren im 12. und 13. Jahrhundert häufig, siehe zum Beispiel Brandenburg an der Havel. 
Als sicher gilt, dass mit dem bestehenden Bau vor 1217 begonnen wurde. Die Kirche wurde wohl vom zweiten Jahrzehnt bis ins dritte Viertel des 13. Jahrhunderts als kreuzförmige Pfeilerbasilika im gebundenen System errichtet. Im Unterschied zu vielen Kirchen anderer Städte, die im späten 13. und im 14. Jahrhundert zu Hallenkirchen umgebaut wurden, behielten die beiden Kirchen in Treuenbrietzen ihre basilikale Ausgangsform. Bei der Errichtung von St. Marien wurden anscheinend Anregungen aus zwei Zisterzienserkirchen der Region übernommen, in Lehnin und in Zinna, wobei letztere nicht älter ist als die Stadtkirche.
Diese beiden Klosterkirchen sind vom Material her bekanntlich völlig gegensätzlich: Die Klosterkirche von Lehnin, von der Apsis bis ins östliche Langhausjoch romanisch, ist ganz aus Backstein errichtet. Die Klosterkirche von Zinna besteht außer jüngeren Gewölben und Anbauten aus dem Granit von Findlingen, im Kernmauerwerk als Feldstein, aber für die Außenhaut außer in wenigen, zur Bauzeit verdeckten, Bereichen zu regelmäßigen Granitquadern verarbeitet. Dabei ist die heutige Kirche in Zinna an die zwanzig Jahre jünger als die in Lehnin und außer den Innenräumen der Apsiden frühgotisch. Bei im Wesentlichen aus Findlingsgranit errichteten Kirchen ist es geradezu regelhaft, dass sie entweder ungewölbt blieben, wie in Arneburg, oder nachträglich mit Backstein eingewölbt wurden, wie in Zinna.
Detlef Fechner sieht die Gestalt der Kirche als Ergebnis eines massiven Planwechsels und stellt umfangreiche Vermutungen zu dessen Hintergründen an.
Tatsächlich liegen Plan- und Materialgrenzen der Marienkirche an unterschiedlichen Stellen, gibt es Materialwechsel auch an anderen Kirchen im weiteren Umkreis, so der Stadtkirche von Wusterhausen/Dosse, der Nikolaikirche in Jüterbog und der Marienkirche in Zahna.
Westlich der Kirche steht die 400- bis 500-jährige sogenannte Lutherlinde, eine Sommerlinde (Tilia platyphyllos) mit urwüchsigem, mehrfach stabilisiertem Stamm von 6,2 m Umfang.

## Architektur

### Äußeres
Der augenfälligste Entwicklungsschritt im Außenbau ist der Materialwechsel: Apsis, Chor, Querhaus und die östlichsten Joche der Seitenschiffe haben eine Oberfläche aus ziemlich sorgfältig behauenem Feldstein, sogenannten Feldsteinquadern. Für die Bögen der Fenster wurden die Granitsteine exakt in Form gebracht. Die übrige Kirche und der Westturm sind aus Backstein errichtet, übrigens auch die Giebeldreiecke des Querhauses und der Traufenfries der Apsis.
Stilistisch gibt es zwei Brüche, die Apsis ist romanisch mit Rundbogenfenstern, Querhaus und Langhaus sind frühgotisch mit leicht spitzbogigen Fenstern und ebensolchem Portal, der Westturm ist spätgotisch.
Die Gliederung der monumentalen Hauptapsis im Osten erfolgte nach dem Vorbild der Klosterkirche Lehnin mit je fünf Rundbogenfenstern in zwei Reihen übereinander und abschließendem Rundbogenfries. Der südliche Nebenchor wurde mehrfach verändert, der nördliche Nebenchor um 1720 abgetragen.
Die Querhausfronten erhielten jeweils zwei große Fenster, darüber in der Mitte eine schlichte Rundblende und im Giebeldreieck eine maßwerkverzierte weitere Rundblende. Die Dachkanten sind mit aufsteigenden Bogenfriesen geschmückt. Gleich über dem Portal der südlichen Querhausfront befindet sich eine heute leere Heiligennische mit Parabelbogen.
Die Obergadenfenster des Langhauses sind schmal und stehen paarweise beieinander, mit Rücksicht auf die Schildbögen der Gewölbe im Inneren. Die Traufenfriese unterscheiden sich, auf der Nordseite ein Rundbogenfries, auf der Südseite ein eckig vereinfachter Spitzbogenfries.
Der Westturm mit quadratischem Grundriss wurde erst 1452 begonnen und zu Anfang des 16. Jahrhunderts mit Helm über vier Giebeln versehen.

### Inneres

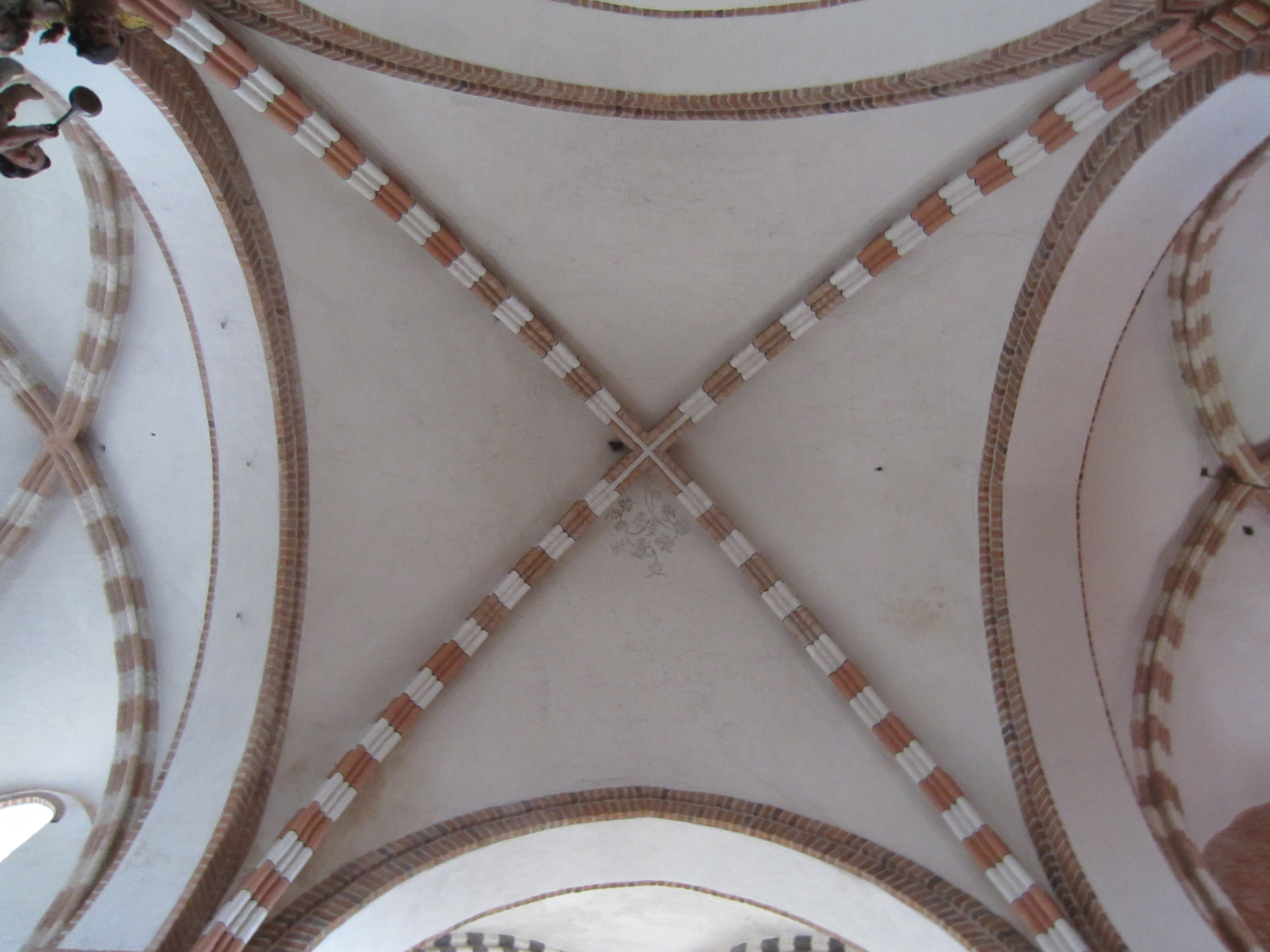
Vierungsgewölbe, links der Chor

Die Apsis ist gleichmäßig halbrund und von einer ungegliederten halben Spitzkuppel überwölbt, dementsprechend ist auch ihr Anschlussbogen spitz, ebenso der Anschlussbogen der südlichen Nebenapsis, im Unterschied zum rundbogigen Anschluss der nördlichen Nebenapsis. Das Chorquadrum hat trotz spitzbogiger Seitenfenster zur Vierung hin einen Rundbogen, die übrigen drei Vierungsbögen sind spitz. Gurtbögen, Arkadenbögen und Zwischenpfeiler des Langhauses haben annähernd rechteckige Querschnitte, was den objektiv gotischen Kirchenraum subjektiv romanisch schwer erscheinen lässt. Dazu trägt auch bei, dass die Bögen der meisten Fenster zwar an der Wandoberfläche leicht gespitzt sind, aber in der Glasebene rund.
In den Seitenschiffen hat jeweils das östlichste Joch ein Kreuzgratgewölbe, die übrigen haben Kreuzrippengewölbe mit schlichten aber zarten Bandrippen, bestehend aus längs eingebauten gewöhnlichen Backsteinen, wie im Nordseitenschiff zu erkennen. Kreuzgratgewölbe in den Seitenschiffen sind in der frühen Zisterziensergotik nicht ungewöhnlich.
Chor, Querhaus, Vierung und das östliche Mittelschiffsjoch des Langhauses waren zunächst flach gedeckt, wurden dann aber zusammen mit den westlichen Langhausjochen mit Kreuzrippengewölben versehen. Daher sind die Rippenprofile alle gleich, mittels paarigen Rundstäben verfeinerte Bandrippen, wie es sie ähnlich auch in der französischen Gotik gibt. Zum Rippenprofil der Treuenbrietzener Nikolaikirche gibt es einen geringen Unterschied. In den nachträglich eingewölbten Teilen beginnen die Rippen auf kleinen Konsolen in Form Türkischer Dreiecke. In den westlichen Langhausjochen werden die Rippen an den Kreuzpfeilern von Rundstabvorlagen gestützt, die in Kapitellen enden.
Das Westportal der Kirche öffnet sich seit der Errichtung des Turms in die untere Turmhalle, dieses spitzbogige Backsteinportal ist bis unter die Kämpfer dreifach gestuft, oberhalb sechsfach.

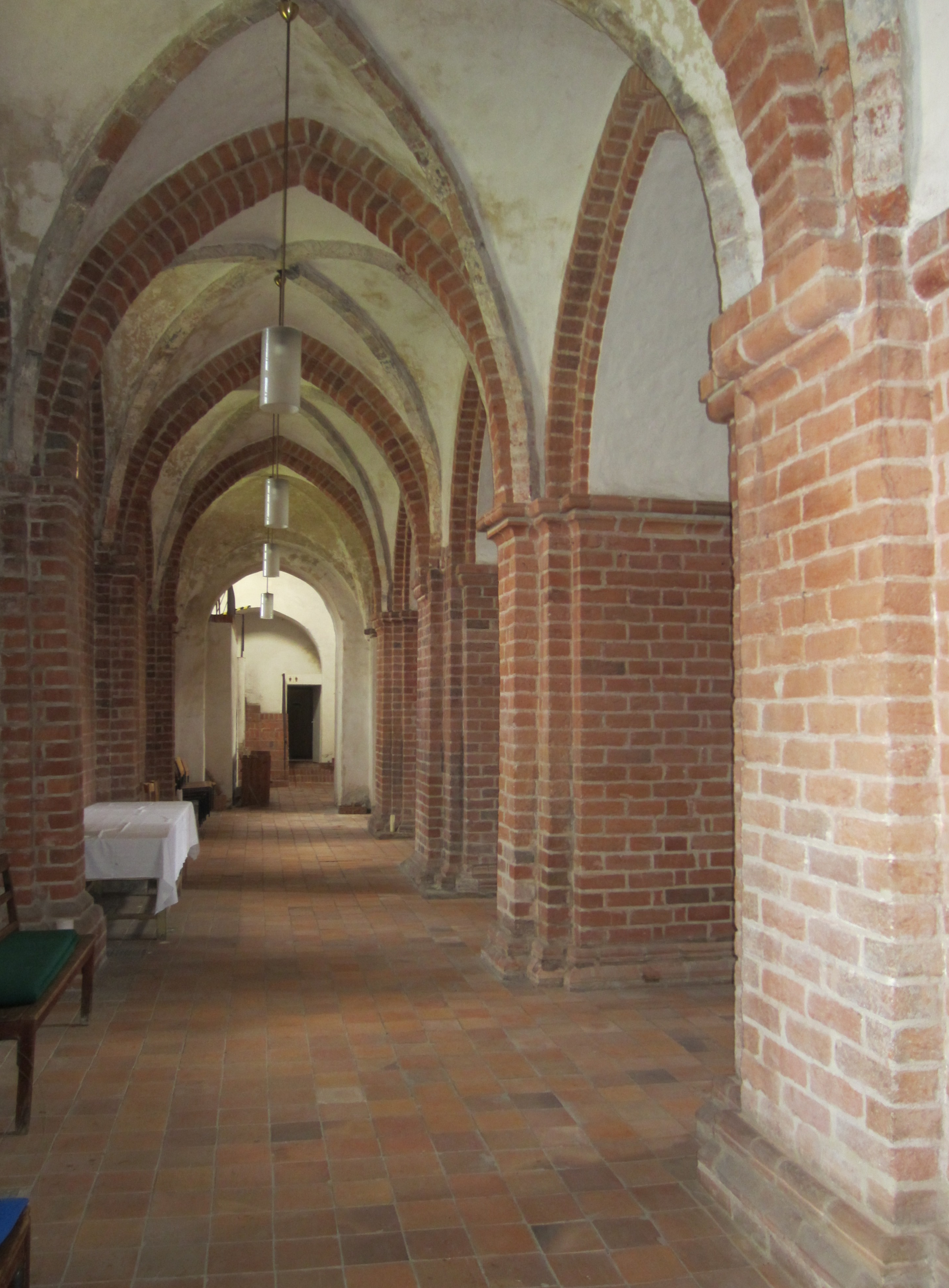
Nordseitenschiff, Bandrippen, hinten runder Anschlussbogen der Nebenapsis
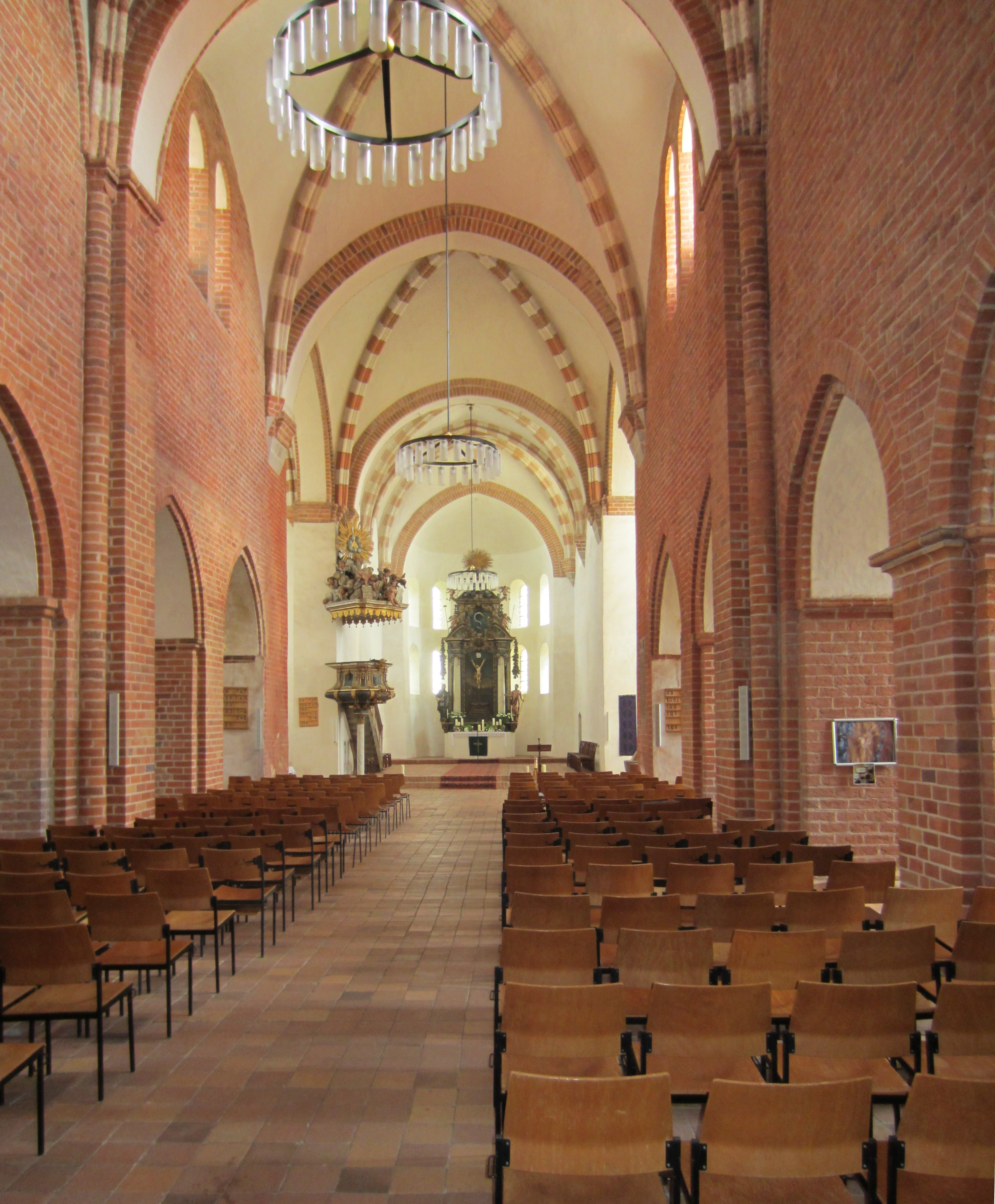
Mittelschiff, Vierung, runder Chorbogen, Apsis mit Spitzkuppel
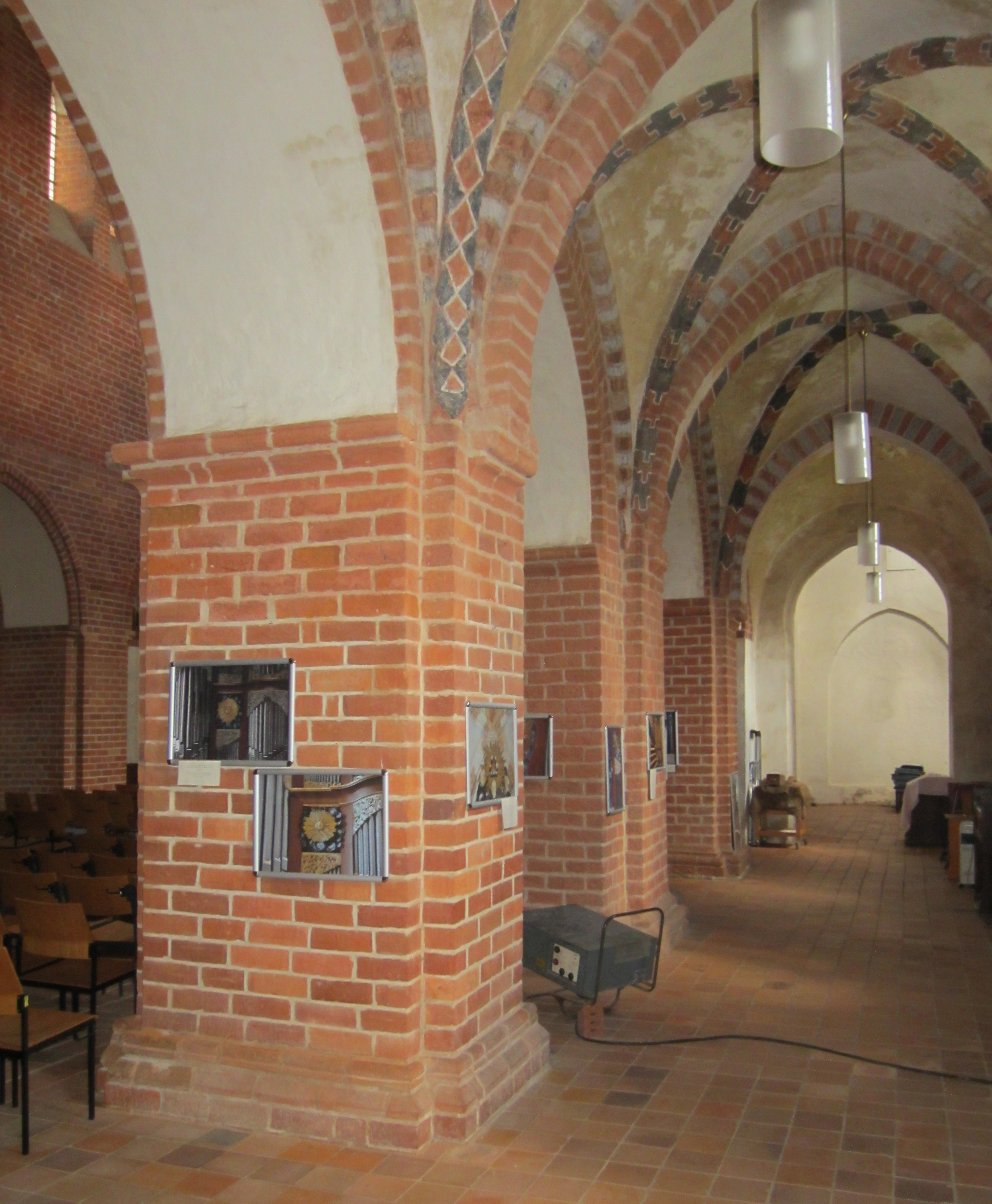
Südseitenschiff, spitzbogige Bandrippengewölbe, spitzer Anschluss der Nebenapsis
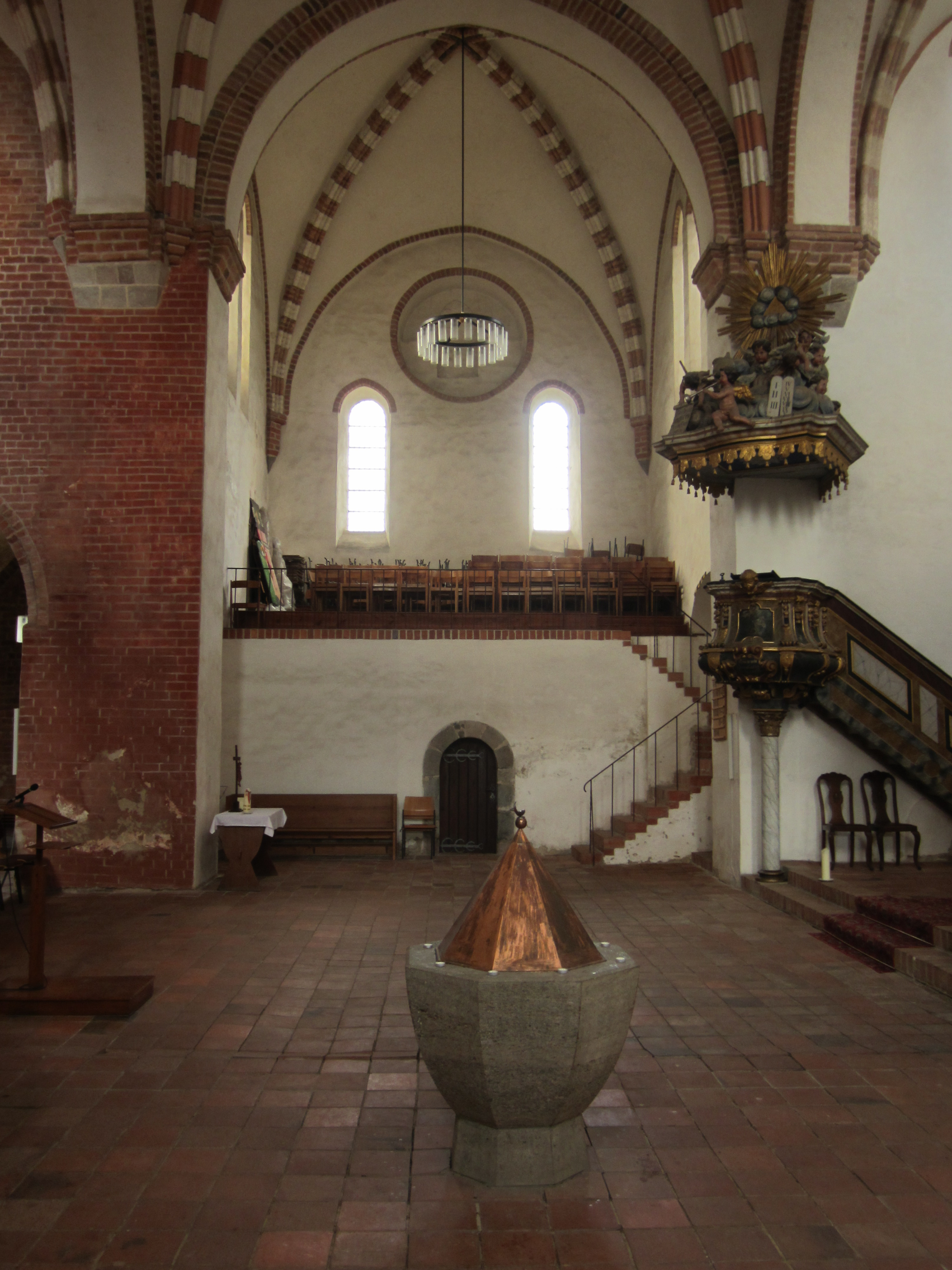
Nordquerhaus mit Empore
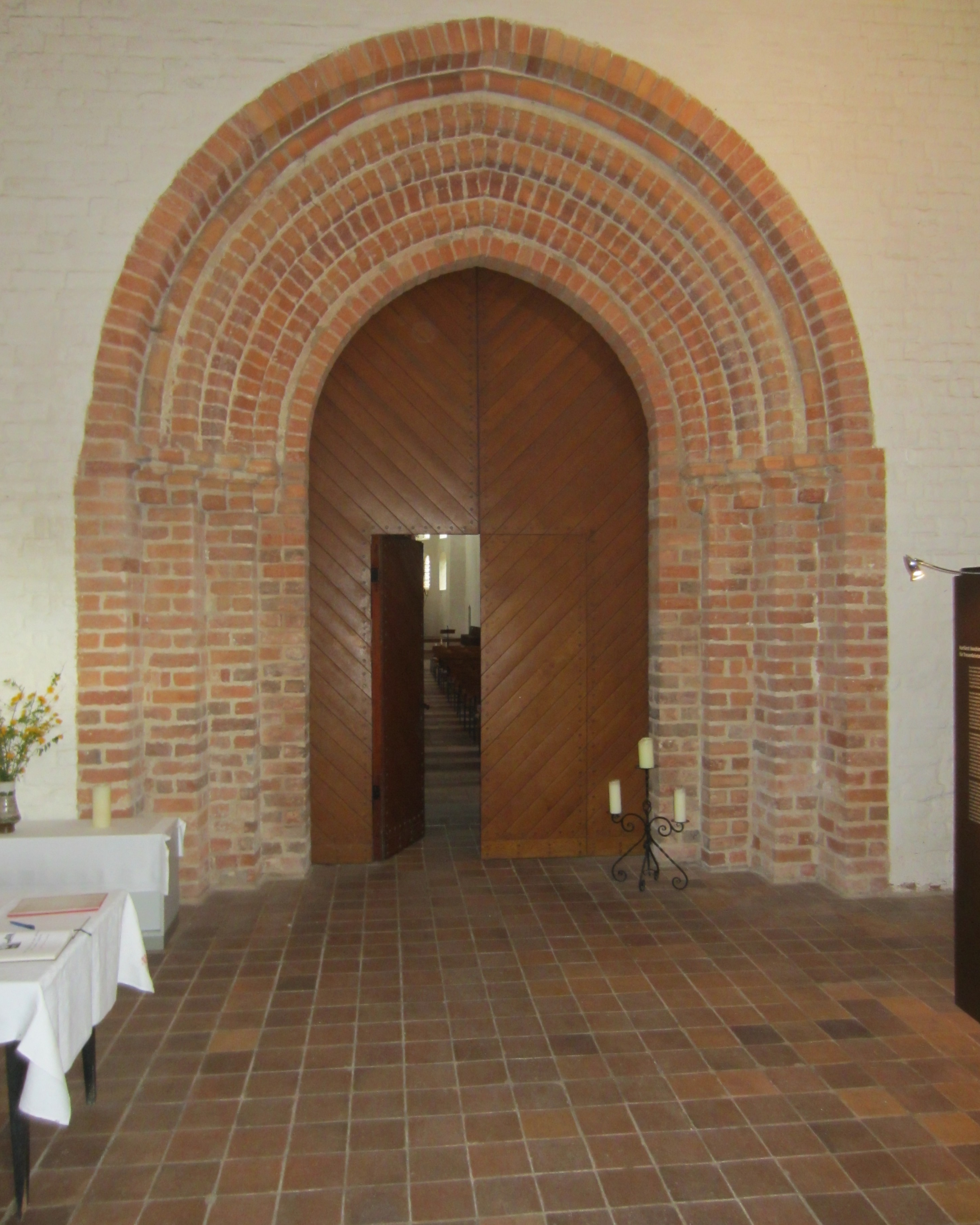
Spitzbogiges Stufenportal in der Turmhalle

Im nördlichen Querhausarm wurde in spätgotischer Zeit eine Sakristei mit drei kreuzgewölbten Jochen mit einer darüber liegenden Empore eingebaut.
Im Jahr 1959 wurde eine Restaurierung vorgenommen, wobei die spätromanische Ausmalung teilweise nach Befund rekonstruiert wurde. Die Ostteile wurden weiß getüncht, die Langhauswände backsteinsichtig, auch an den Gewölberippen der hohen Raumteile die Fugen erkennbar. An den Bandrippen des südlichen Seitenschiffes überdeckt eine ornamentale Bemalung die Fugen, im nördlichen ist die Farbfassung nur in Resten erhalten.

## Ausstattung

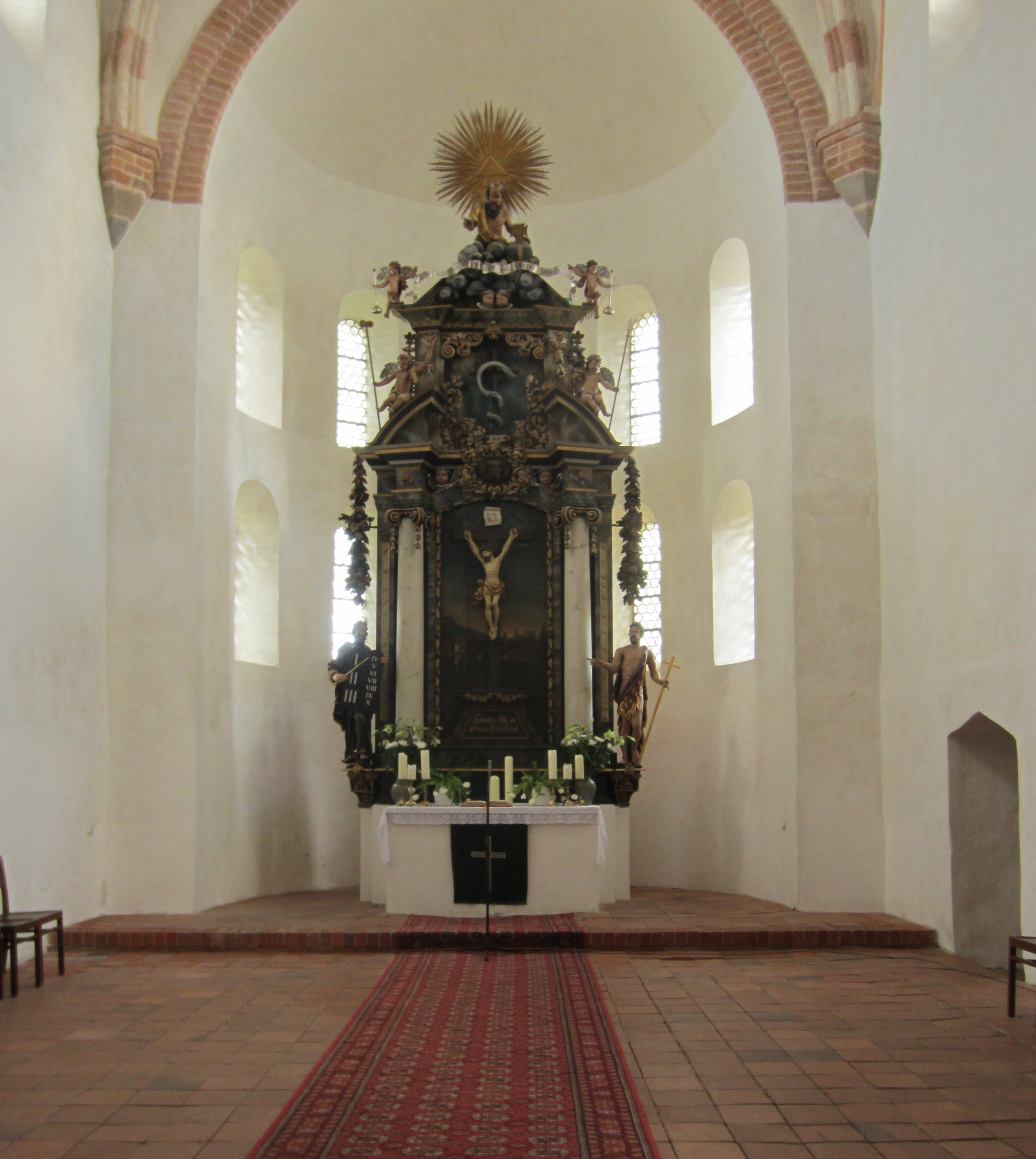
Altar

Hauptstück der Ausstattung ist ein schlank proportionierter, hölzerner Altaraufsatz aus den Jahren 1730/40, der aus einem Säulenaufbau mit seitlichen Blütengehängen gebildet ist. Dazwischen ist ein geschnitzter Kruzifixus vor einer gemalten Golgatalandschaft dargestellt, der von Freifiguren von Moses und Johannes dem Täufer begleitet wird. Im Aufsatz ist in reicher Schnitzarbeit die Eherne Schlange zwischen Putten mit den Leidenswerkzeugen gezeigt; darüber ist Gottvater mit Trinitätsglorie und Posaunenengeln dargestellt.

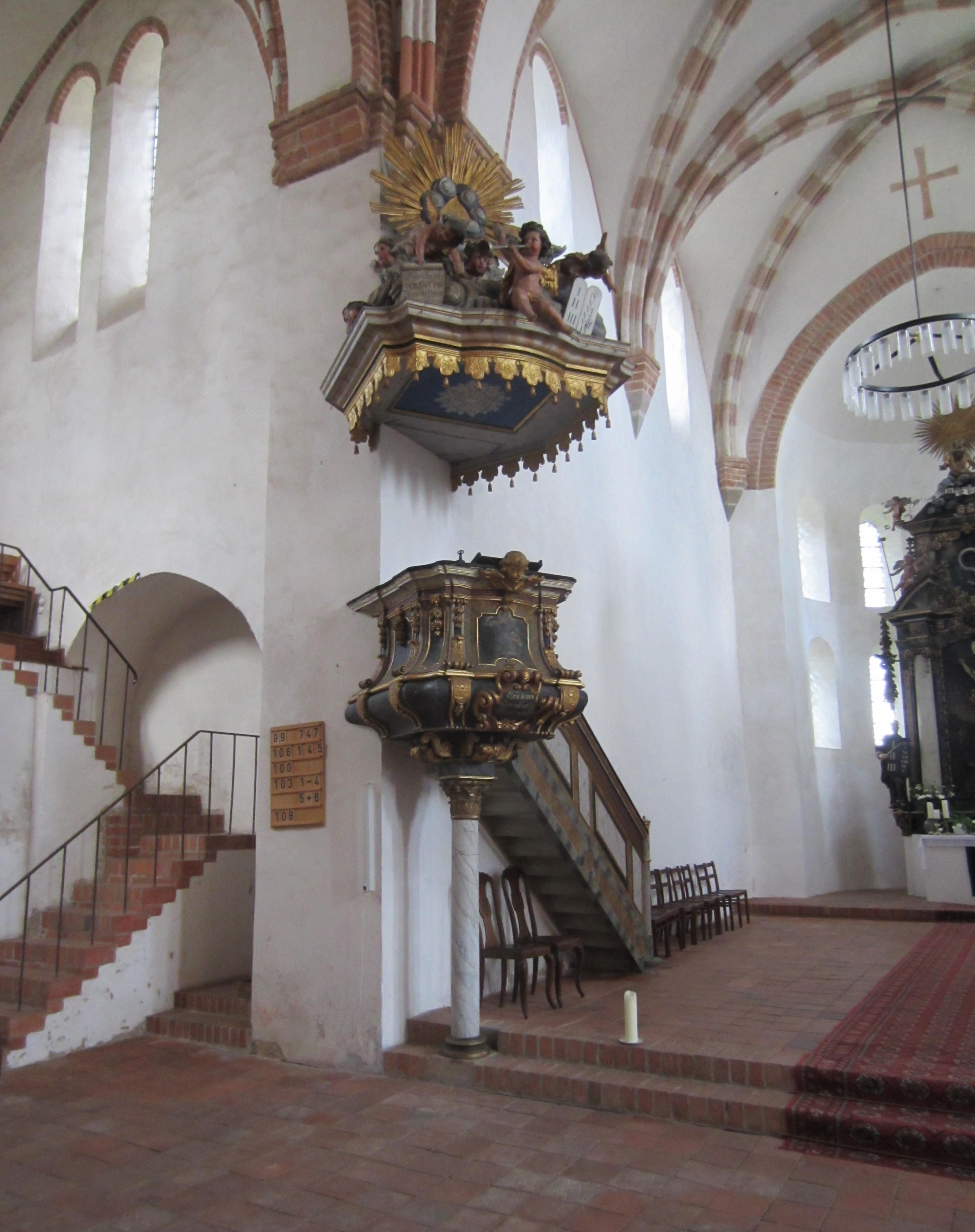
Kanzel

Die hölzerne Kanzel wurde 1737 von Friedrich Ziegler geschaffen und besitzt einen polygonalen Korb mit geschweifter Brüstung mit einem Gemälde der Verkündigung; der Schalldeckel ist mit Putten geschmückt, während der Kanzelfuß und der Aufgang erneuert wurden.
Eine barocke Taufschale mit in Messing getriebener Darstellung des Sündenfalls stammt aus dem ersten Viertel des 16. Jahrhunderts. Mehrere Inschriftgrabsteine aus dem 16. und 17. Jahrhundert vervollständigen die Ausstattung.

## Orgel

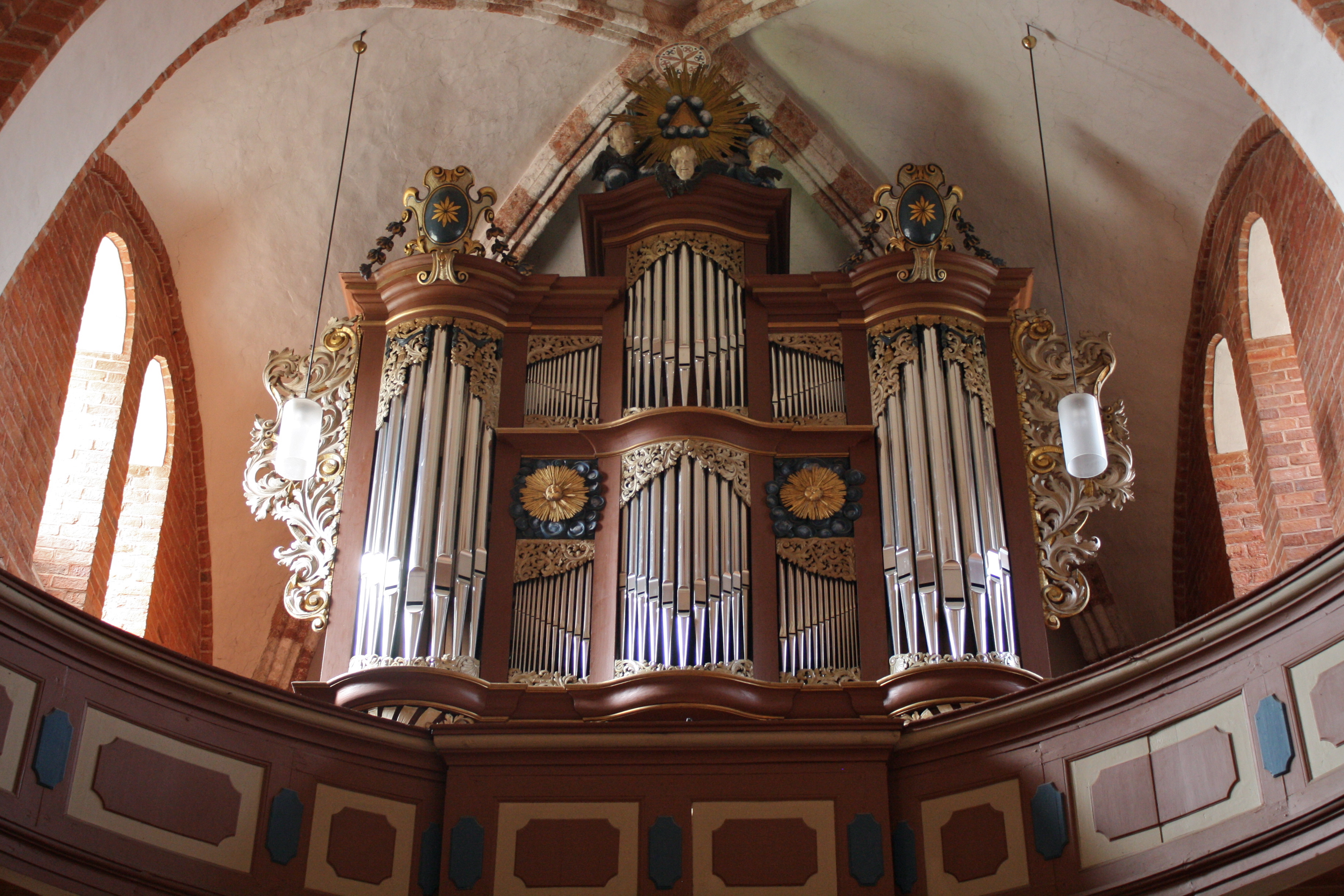
Wagner-Orgel

Die barocke Orgel von Joachim Wagner wurde 1741 geweiht. Sie besitzt einen wohlproportionierten Prospekt mit Akanthusverzierungen; das Werk hat 30 Register auf zwei Manualen und Pedal und ist gut erhalten. Das Werk wurde 1977 und 2000 von Alexander Schuke restauriert. Die Disposition lautet:
| I Hauptwerk CD–c3 |                   |
| Bordun            | 16′               |
| Principal         | 8′                |
| Rohrflöt          | 8′                |
| Octav             | 4′                |
| Spitzflöt         | 4′                |
| Quinta            | 3′                |
| Octav             | 2′                |
| Waldflöt          | 2′                |
| Cornet V          | (Diskant - ab c1) |
| Scharff V         |                   |
| Cimbel III        |                   |
| Trompet           | 8′                |

| II Oberwerk CD–c3 |        |
| Gedackt           | 8′     |
| Quintadena        | 8′     |
| Principal         | 4′     |
| Rohrflöt          | 4′     |
| Nassat            | 3′     |
| Octav             | 2′     |
| Tertie            | 1 3⁄5′ |
| Quinta            | 1 ⁄2′  |
| Sifflöt           | 1′     |
| Mixtur IV         |        |
| Vox humana        | 8′     |

| Pedal CD–c1 |     |
| Violon      | 16′ |
| Octav       | 8′  |
| Quinta      | 6′  |
| Octav       | 4′  |
| Mixtur V    | 8′  |
| Posaune     | 16′ |
| Trompet     | 8′  |

- Koppeln: Manualkoppel
- Spielhilfen: Tremulant, Zimbelstern, 3 Sperrventile.